# Dorothée Munyaneza
Dorothée Munyaneza (Kigali, 1982) es una cantante, actriz, bailarina y coreógrafa británica-ruandesa.

## Biografía
Munyaneza nació en 1982 en Kigali, Ruanda, de madre periodista e intérprete de una ONG, y padre pastor protestante. Cuando el 6 de abril de 1994 fue derribado el avión del presidente ruandés, Juvénal Habyarimana, y se desató la violencia en el país y el genocidio de los tutsis, ella tenía 12 años y debía reunirse en agosto con su madre, que trabajaba como periodista en Londres. Sus padres siempre se negaron a definirse por la pertenencia a una comunidad hutu o tutsi, y el padre participó en el diálogo entre ambas comunidades, pero terminó siendo acosado y amenazado varias veces por los militares hutus durante el genocidio y, finalmente, salió del país tras una larga huida de tres meses, de un escondite a otro para poder escapar de los controles, cruzar la frontera y llegar al Reino Unido.
Munyaneza continuó sus estudios en el liceo francés de Londres, en el sexto curso. No hablaba francés cuando llegó, pero recibió el apoyo de sus compañeros y profesores. Un encuentro con Christine Sigwart, de Suiza, que acompaña a coros de niños asociados a proyectos de integración de inmigrantes con la Fundación Jonas, hizo que se interesara por la música. Así que en la misma fundación en Londres pudo estudiar música y ciencias sociales.
Tras adquirir la ciudadanía británica, en 2004 cantó en la banda sonora de la película Hotel Rwanda, de Terry George, y luego continuó una colaboración musical con el grupo Afro Celt Sound System en el álbum Anatomic. Trabaja como bailarina con coreógrafos contemporáneos, como François Verret, Robyn Orlin, Rachid Ouramdane, Nan Goldin, Mark Tompkins, Ko Murobushi y Alain Buffard. En 2010 grabó un disco en solitario con el productor de Afro Celt Sound System, Martin Russell, y colaboró en el proyecto del compositor inglés James Brett, Earth Song. En 2011, se trasladó con su marido francés a Marsella, donde reside. En 2013, participó en el espectáculo Struggle inspirado en Woody Guthrie, con Seb Martel y Catman.
A partir de un texto escrito para dar forma y voz a sus recuerdos del genocidio de 1994, dibujó el marco de un espectáculo, Samedi détente, presentado veinte años después de los sucesos, en noviembre de 2014, en el teatro de Nîmes, unos meses después del nacimiento de su hija. El nombre, Samedi détente (Sábado de relajación), es el de un programa de radio que escuchaba de niña antes de los dramáticos acontecimientos: «es un título paradójicamente luminoso, que me pareció más apropiado para evocar lo indecible y tratar de recordar ante todo la vida, a mis amigos cuando estaban vivos». La acompañaron en su actuación el músico Alain Mahé y la bailarina marfileña Nadia Beugré y, posteriormente, el bailarín Amaël Mavoungou. El espectáculo estuvo de gira en un centenar de lugares, incluyendo Ruanda en 2016.
En julio de 2017 presentó su segunda obra en el Festival de Avignon, Unwanted, como continuación de Samedi détente. Está dedicado a los niños nacidos de violaciones durante el genocidio ruandés, y al trauma de las mujeres violadas.· Para desarrollar esta obra, se reunió con unas sesenta mujeres y sus hijos: «relataban hechos de extrema violencia con gran delicadeza y calma. Este contraste era en sí mismo un tema». En la interpretación de la obra, la acompaña una cantante estadounidense, Holland Andrews. Sobre la obra, Munyaneza señaló: «Unwanted iba a ser un solo: yo sola a cargo de todas las voces de estas mujeres; entonces conocí a Holland Andrews en Portland. Su voz pura y sin adulterar ofrece por sí sola muchas texturas. Puede pasar de los vuelos operísticos a una voz muy gutural y subterránea. En la improvisación, cuando me hundía en la violencia extrema, ella siempre sabía cómo atraparme con un contraste poético». Alain Mahé también participa en la parte musical de la creación.
El mismo año 2017, rindió homenaje a Omaya Al-Jbara, cantando el tema Omaya en tres partes en el álbum Ascensions de Babx, acompañada por Archie Shepp.